# Bellibarbula kurziana
Bellibarbula kurziana là một loài rêu trong họ Pottiaceae. Loài này được Hampe ex P.C. Chen mô tả khoa học đầu tiên năm 1941.